# St. Franziskus (Mannheim)

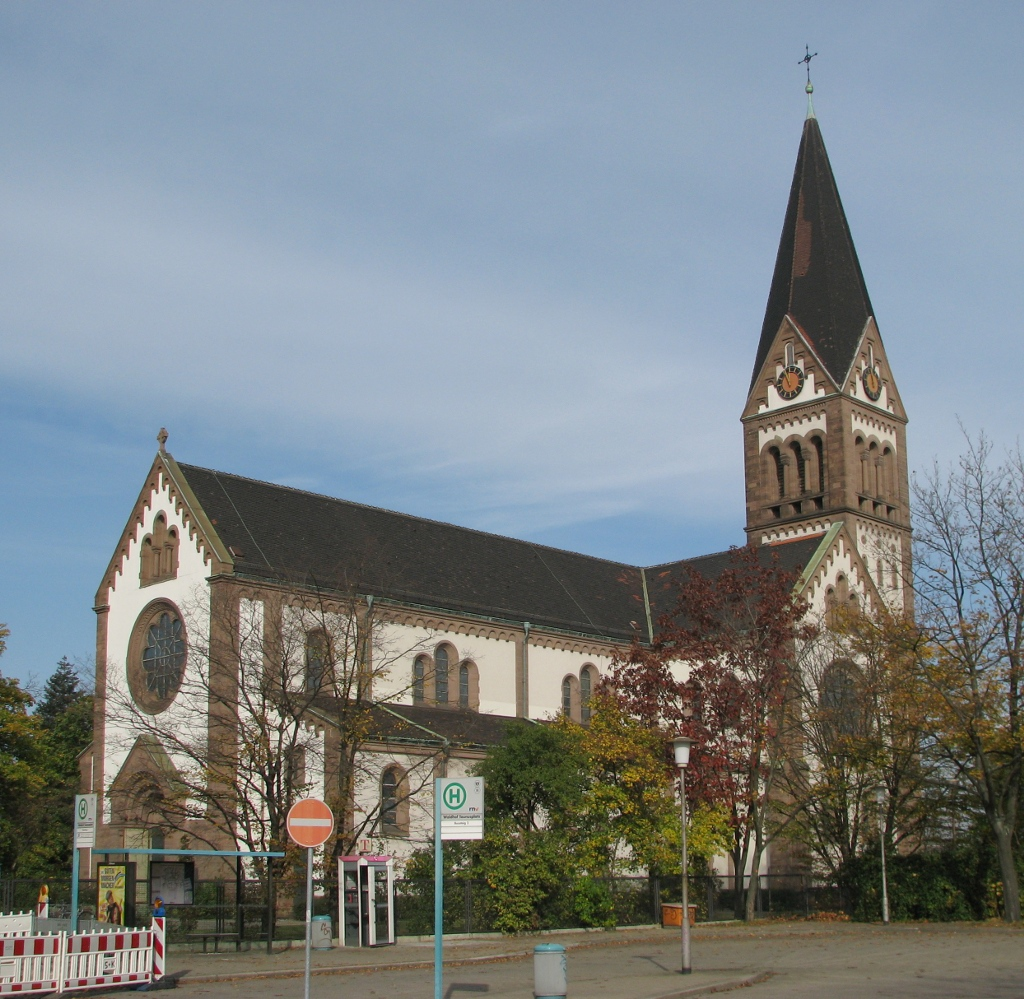
St. Franziskus

St. Franziskus ist eine katholische Kirche im Mannheimer Stadtteil Waldhof. Die neuromanische Kirche wurde von 1905 bis 1907 nach den Plänen von Ludwig Maier errichtet.

## Geschichte
Die neuzeitliche Besiedlung des heutigen Waldhof begann mit der Errichtung der Spiegelfabrik St. Gobain im Jahr 1853 auf Käfertaler Gemarkung. Das Unternehmen erstellte eine Arbeitersiedlung und 1861 die sogenannte Spiegelkirche, die unter dem Patronat Mariä Himmelfahrt stand. 1869 genehmigte das Erzbistum Freiburg für die Käfertaler Pfarrei einen Vikar, der eigens für Waldhof zuständig war, und 1876 wurde eine Kuratie eingerichtet. In der Folgezeit siedelten sich weitere Industriebetriebe in der Umgebung an, so dass die Bevölkerung rasant zunahm und Waldhof bald mehr Einwohner hatte, als die Muttergemeinde Käfertal.
1905 wurde der Grundstein für eine neue Kirche gelegt. Die Pläne hatte Ludwig Maier entworfen, während die Bauleitung der Architekt Christian Leonhard übernahm. Am 28. Mai 1908 wurde die Kirche von Erzbischof Thomas Nörber zu Ehren des Heiligen Franz von Assisi konsekriert. Bereits im Jahr darauf wurde dann auch eine selbständige Pfarrei eingerichtet. Im Zweiten Weltkrieg wurde die Kirche bei einem Fliegerangriff beschädigt. Das Feuer, das Turm und Dach erfasste, konnte aber rechtzeitig gelöscht werden. Die erhalten gebliebene neuromanische Ausstattung und insbesondere die Ausmalung wurden dann allerdings bei einer großen Sanierung 1953/54 entfernt. 1954 wurden drei neue Glocken beschafft, im Jahr darauf drei weitere. 2002 schlossen sich die Gemeinden St. Franziskus, St. Lioba und St. Elisabeth zur Seelsorgeeinheit Mannheim-Waldhof-Gartenstadt zusammen.

## Beschreibung

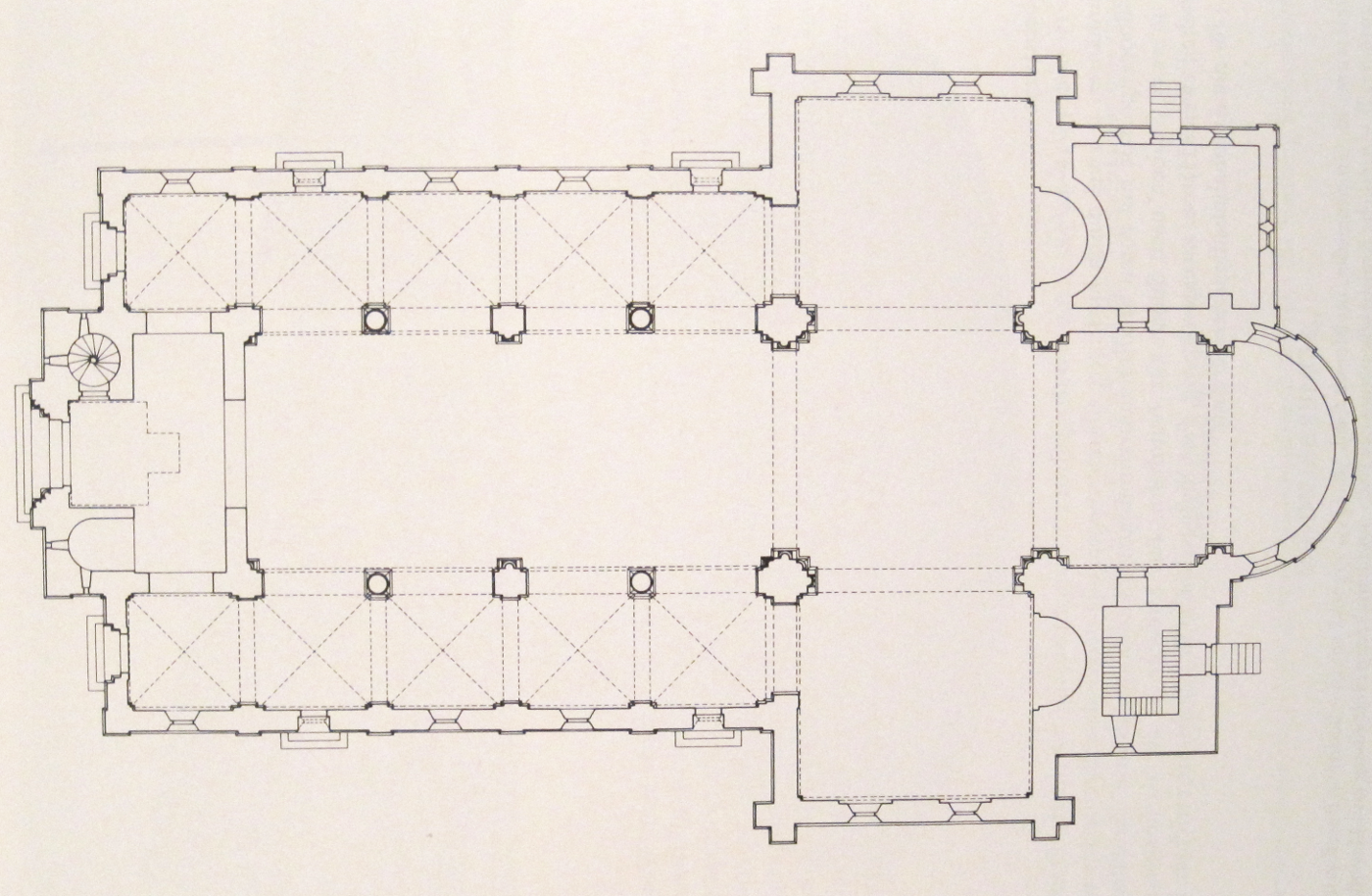
Grundriss

St. Franziskus steht im Zentrum von Waldhof östlich der Riedbahn. Die dreischiffige Basilika hat ein Querhaus. Der Glockenturm steht an der Flanke des halbrund geschlossenen Chors. Die Kirche ist 39,10 Meter lang, im Langhaus 19,90 Meter und im Querschiff 27 Meter breit und 14 Meter hoch. Das Äußere ist geprägt von hellen Putzflächen, die mit rotem Sandstein gegliedert sind. An der Portal- und den beiden Querhausseiten befinden sich große Rundfenster mit Rosetten.

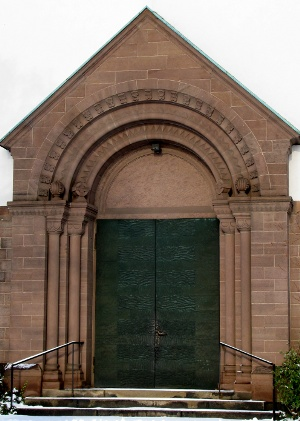
Eingangsportal
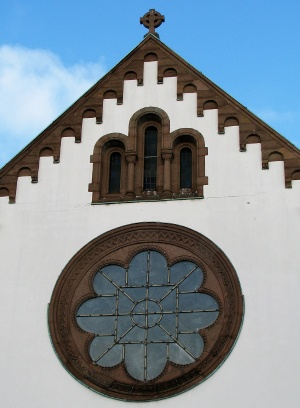
Giebel mit Kreuz und Rosette
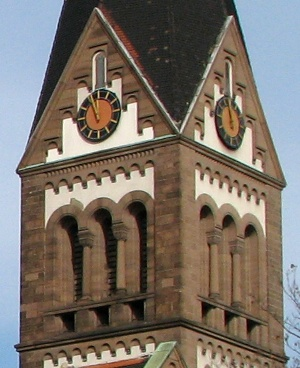
Glockenstuhl

Im Innenraum ist eine kassettierte Holzdecke angebracht. Der ursprünglich vorhandene Hochaltar wurde zunächst 1954 von seinem Säulenumbau befreit und dann 1970 ganz entfernt, als der Chorraum nach der Liturgiereform des Zweiten Vatikanischen Konzils umgestaltet wurde.

## Orgel
Die 1981 von Winfried Albiez gebaute Orgel hat 33 Register. Das erste Manual dient als Koppelmanual.
| I Koppelmanual |

| II Hauptwerk |             |        |
| 1.           | Bourdon     | 16′    |
| 2.           | Principal   | 8′     |
| 3.           | Rohrgedeckt | 8′     |
| 4.           | Octav       | 4′     |
| 5.           | Offenflöte  | 4′     |
| 6.           | Quinte      | 2 ⁄3′  |
| 7.           | Superoctav  | 2′     |
| 8.           | Terz        | 1 3⁄5′ |
| 9.           | Mixtur IV–V | 1 ⁄3′  |
| 10.          | Trompete    | 8′     |

| III Schwellwerk |                   |        |
| 11.             | Harfenprincipal   | 8′     |
| 12.             | Salicional        | 8′     |
| 13.             | Schwebung (ab c0) | 8′     |
| 14.             | Gedeckt           | 8′     |
| 15.             | Principal         | 4′     |
| 16.             | Rohrflöte         | 4′     |
| 17.             | Nasat             | 2 ⁄3′  |
| 18.             | Hohlflöte         | 2′     |
| 19.             | Terz              | 1 3⁄5′ |
| 20.             | Plein-jeu V       | 2′     |
| 21.             | Scharff III       | 2⁄3′   |
| 22.             | Dulcian           | 16′    |
| 23.             | Oboe              | 8′     |
| 24.             | Schalmei          | 4′     |
|                 | Tremulant         |        |

| Pedal |               |       |
| 25.   | Principalbass | 16′   |
| 26.   | Subbass       | 16′   |
| 27.   | Offenbass     | 8′    |
| 28.   | Gedecktbass   | 8′    |
| 29.   | Choralbass    | 4′    |
| 30.   | Nachthorn     | 2′    |
| 31.   | Hintersatz IV | 2 ⁄3′ |
| 32.   | Posaune       | 16′   |
| 33.   | Zink          | 8′    |

- Koppeln: III/II, II/P, III/P
- Spielhilfen: 6-fache mech. Setzerkombination, Pleno, General ab, Zungen ab